# Пак Субін
Пак Субін (кор.: хангиль: 박수빈; нар. 12 лютого 1994), відома як Subin (Субін) або Dalsooobin (Дал Субін), південнокорейська співачка, авторка пісень і телеведуча.
Дебютувала у 2011 році в складі південнокорейської жіночої групи Dal Shabet. У 2016 році відбувся її сольний дебют.

## Молодість і освіта
Пак народилася 12 лютого 1994 року в Кванджу. Вивчала театральне мистецтво в університеті Конкук.

## Кар'єра

### 2011—2015: Початок кар'єри
Пак дебютувала в групі Dal Shabet, випустивши з альбомом Supa Dupa Diva 3 січня 2011 року. Анонс «Supa Dupa Diva» відбувся 6 січня 2011 року на Mnet's M! Countdown.
Разом зі своїми колегами з Dal Shabet Пак взяла участь в епізодичній ролі в хітовому серіалі KBS Dream High, зігравши роль учениці середньої школи Кірін. Згодом Субін разом з Dal Shabet з'явилися у фільмі «Чудове радіо» як вигадана жіноча група «Дівчата Корбі». 28 березня 2011 року вона приєдналася до акторського складу ток-шоу Koreana Jones та знялася у восьми епізодах. Разом із іншою учасницею Dal Shabet Серрі, вони створили OST для серіалу OCN God's Quiz 2. Трек під назвою Turn Your Head був випущений 23 червня 2011 року. Пак була співведучою телевізійної програми KBS2 Poker Face Season 2, прем'єра якої відбулася 13 липня 2011 року. Шоу тривало до 7 вересня 2011 року і мало десять епізодів.
У 2012 році Парк стала тимчасовою ведучою восьми епізодів SBS MTV Studio C з Mighty Mouth. Пізніше вона приєдналася до акторського складу музичного гурту MBC з Ян Хі Юном, Хораном і Чоньоном із ZE:A . Було відзнято десять епізодів з 13 жовтня 2012 року по 1 грудня 2012 року
У січні 2013 року Пак стала ведучою програми MBC Music Talk Talk Ma Bling. Шоу тривало 117 епізодів, а останній епізод вийшов в ефір 12 липня 2013 року. Під час показу програми Пак, також, взяла участь у семисерійному мінісеріалі tvN Find the Fake. 25 грудня 2013 року Пак знялася в епізодичній ролі в серіалі SBS My Love from the Star.
Разом з Чон Іль Хуном з BtoB Пак створила пісню Just Pass By. Трек є першим сольним записом рубін, який увійшов до сьомого мініальбому Dal Shabet BBB, який вийшов 8 січня 2014 року.
2 травня 2014 року Пак стала учасницею другого сезону MBC Every 1's 9 to 6, програми, в якій брали участь знаменитості, які шукали роботу поза індустрією розваг. Трансляція програми неодноразово переривалася і затримувалася через трагедію в Севолі та автокатастрофц Субін.
Пак стала продюсеркою та співавторкою восьмого мініальбом Dal Shabet, Joker is Alive, який був випущений 15 квітня 2015 року.

### 2016–тепер: Сольний дебют
У травні 2016 року Пак дебютувала як соліст із синглом Flower, до якого увійшли треки «Hate» і «Flower». Обидві пісні вона написала та продюсувала сама. 20 червня того ж року вона випустила свій перший EP, Our Love.
28 грудня 2016 року вона випустила ще один цифровий сингл Moon, Pt. 1, що складається з двох треків «Swing» та «Moon». Після релізу Пак випустила свій другий EP, Circle's Dream, 23 лютого 2017 року. EP містить чотири треки, включно з подвійним заголовним треком «Circle's Dream» і «Strawberry», а також «Swing» і «Moon», які раніше виходили як частина цифрового синглу Moon, Pt. 1.
У грудні 2017 року закінчився контракт Пак з Happy Face Entertainment, згодом вона залишила лейбл. Її майбутнє з Dal Shabet залишається невідомим.
У лютому 2018 року повідомлялося, що вона підписала контракт з KeyEast. Субін випустила цифровий сингл «Katchup» під своїм новим сценічним псевдонімом Dalsooobin.
26 липня 2022 року було оголошено, що Дал Субін повертається з синглом «Hookah», який вона написала, аранжувала та продюсувала.